# Evropský pohár mužů
Evropský pohár mužů byl seriálem mezinárodních jednorázových nohejbalových turnajů, který byl pořádán v roce 2008 a 2011 (v tomto roce pod názvem Evropský pohár ČNS CZECH OPEN 2011) a nahradil tak do té doby pořádaný Pohár Českého nohejbalového svazu mužů. Pořadí na jednotlivých turnajích bylo bodově ohodnoceno a součet celkového počtu bodů získaných během jednotlivých turnajů určoval konečné pořadí v poháru.

## Celkové výsledky

### Ročník 2008
| Pořadí | Jméno družstva           | Body |
| ------ | ------------------------ | ---- |
| 1.     | DPMK Košice              | 21   |
| 2.     | Liapor Karlovy Vary      | 15   |
| 3.     | Šacung Benešov 1947      | 10   |
| 4.     | Sokol SDS Exmost Modřice | 7    |
| 5.     | TJ Spartak Čelákovice    | 2    |
| 6.     | Slavoj Český Brod        | 0    |

### Ročník 2011
| Pořadí | Jméno družstva               | Body |
| ------ | ---------------------------- | ---- |
| 1.     | SK Šacung VHS Benešov        | 17,5 |
| 2.     | NK DPMK Košice               | 18   |
| 3.     | SK LIAPOR WITTE Karlovy Vary | 24   |
| 4.     | TJ Sokol SDS EXMOST Modřice  | 32,5 |
| 5.     | NK CLIMAX Vsetín             | 32,5 |
| 6.     | TJ Spartak Čelákovice        | 51   |
| 7.     | TJ AVIA Čakovice             | 55,5 |
| 8.     | SK NOHEJBAL Žatec            | 69   |